# Розовогрудый кольчатый попугай
Розовогрудый кольчатый попугай (лат. Psittacula alexandri) — птица отряда попугаеобразных.

## Внешний вид
Длина тела 33—35 см, хвоста 22 см. Оперение зелёное, с синим теменем, имеют «усы» и чёрные полоски на лбу. У самцов верхняя часть клюва красная, подклювье чёрное. У самок весь клюв чёрный. Грудь, зоб и верхняя часть брюха розового цвета.

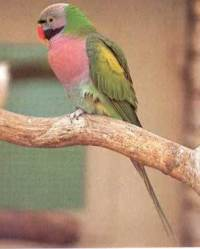

## Распространение
Обитают на островах к востоку от Индии и Южную Азию, подвиды встречаются на юге Китая, Северной Индии, в предгорьях Гималаев.

## Образ жизни
Населяют равнинные участки, в высокогорных лесах и горных районах до высоты 2000 м над уровнем моря. Ведут стайный образ жизни. Часто летают кормиться на плантации риса и других сельскохозяйственных культур и наносят ощутимый ущерб урожаю. За это люди их преследуют.

## Содержание
Часто содержат в домашних условиях. Иногда удаётся научить их произносить несколько слов. В клетках, как правило, не размножаются. Трудность разведения заключается в том, что почти все попугаи, которых завозят в Россию - молодые самки.

## Классификация
Вид включает в себя 8 подвидов, отличающихся некоторыми деталями окраски и размерами:
- Psittacula alexandri abbotti (Oberholser, 1919)
- Psittacula alexandri alexandri (Linnaeus, 1758)
- Psittacula alexandri cala (Oberholser, 1912)
- Psittacula alexandri dammermani Chasen & Kloss, 1932
- Psittacula alexandri fasciata (Statius Muller, 1776)
- Psittacula alexandri kangeanensis Hoogerwerf, 1962
- Psittacula alexandri major (Richmond, 1902)
- Psittacula alexandri perionca (Oberholser, 1912)